# الحب موتا (مسلسل)
الحب موتا هو مسلسل دراما مصري من إخراج مجدي أحمد علي وبطولة ممدوح عبد العليم، سماح أنور، لقاء الخميسي، عمرو سعد وجومانا مراد. حصل المسلسل على إشادة من النقاد والجمهور.

## نبذة
تقوم أحداث المسلسل في صعيد مصر حول علام الزهيري، وهو رجل صعيدي انتهازي يبحث عن مصلحته الشخصية حتى إذا جاءت على حساب أقرب الناس اليه، لكنه يدخل في مواجهة مفتوحة.

## طاقم العمل
- ممدوح عبد العليم بدور علام الزهيري
- سماح أنور بدور حمدية
- لقاء الخميسي بدور سماح - هنادي
- عمرو سعد بدور نعيم
- جومانا مراد بدور هدى العزاوي